# Bitnje
Bitnje é um assentamento localizado no município de Bohinj na Eslovênia. Possuía uma população estimada de 71 habitantes em 2020.